# Centinelas de SEDENA
Los Centinelas de SEDENA (anteriormente conocidos como Centinelas del Cuerpo de Guardias Presidenciales) son un equipo de fútbol americano universitario de México representativo de la Secretaría de la Defensa Nacional (o Ejército Mexicano). Ha participado desde 1987 en la Liga Mayor de la ONEFA, obteniendo en 1990 el campeonato de la Conferencia Nacional. A pesar de ser un equipo con participaciones históricamente modestas, ha forjado su reputación como uno de los equipos más constantes y que continuamente se encuentran clasificados entre los 15 mejores a nivel nacional. En varias temporadas participó en la Conferencia de los 12 Grandes, que disputa el campeonato nacional. En 1992 logró llegar a la final del campeonato nacional después de vencer a los Aztecas de la UDLA. En un duelo muy cerrado ante Águilas Blancas del IPN, obtuvo el subcampeonato al caer por 17 a 13. En la temporada 2011 obtuvo el campeonato de la Conferencia del Sur luego de derrotar a domicilio a Pumas Acatlán por 14-28.
Otras característica del equipo es que su estadio, el General Joaquín Amaro, es un lugar típico del deporte de las tackleadas en la Ciudad de México, albergando series finales en infantiles, inauguraciones e incluso sirviendo de casa a otros equipos de la ONEFA.